# 制球力
制球力 (せいきゅうりょく) とは、野球において、投手が狙ったところに投げることができる力のことを言う。

## 概要
一般に、日本では制球力＝コントロールというイメージがあるが、MLBにおいてコントロールは「ストライクゾーンにボールを集める力」で、日本でのイメージである「狙ったスポットに投げる力」はコマンドと言われる。
主にストライクゾーンの際どいコースによく投げる投手が「制球力が良い」と言われる。
投手の制球力を表す数値として、K/BBがある。これは奪三振数を与四球数で割ったもので、3.5を超えると優秀と言われる。
特に制球力に優れた選手のことを「精密機械」と形容したりする。

## 制球力が良い投手の例
- 上原浩治：NPBにおいて通算K/BBが6.64という数値を誇る

- クリス・セール：MLBにおいて通算K/BBが5.33という数値を誇る